# Kleine Christliche Gemeinschaften
In der römisch-katholischen Kirche im deutschsprachigen Raum bezeichnet der Begriff Kleine Christliche Gemeinschaften (KCG) ein inhaltlich-pastorales und gleichzeitig strukturell-organisatorisches Modell von kirchlichem Leben in einer Pfarrei.

## Definition
„Kleine Christliche Gemeinschaften“ ist in Deutschland die Chiffre für Prozesse lokaler Kirchenentwicklung, die die Kirchenvision des II. Vatikanischen Konzils zu verwirklichen versuchen: Kirche ist Volk Gottes auf dem Weg, in dem jede(r) Getaufte und Gefirmte Träger des Heiligen Geistes und als Teil dieser Kirche berufen und begabt ist, etwas zum Aufbau und zum Leben der Kirche in den Gemeinden etwas beizutragen. Der Name „Kleine Christliche Gemeinschaften“ ist übernommen von der Bezeichnung „Small Christian Communities“, die in Afrika und Asien für die dezentralen Substrukturen großer Pfarreien benutzt wird, in denen sich die Gemeindemitglieder in ihrem sozialen Nahraum („Nachbarschaft“) regelmäßig treffen.
Die KCG sind keine Gruppen, sondern Zusammenkünfte der aktiven Gemeindemitglieder eines KCG-Bezirkes, zu dem alle Katholiken gehören, die dort wohnen. Das englische Wort „community“ muss hier sowohl mit „Gemeinschaft“ wie mit „Gemeinde“ übersetzt werden.
Die Chiffre „Kleine Christliche Gemeinschaften“ steht für eine neue Art, Kirche zu sein, und hat folgende Elemente:

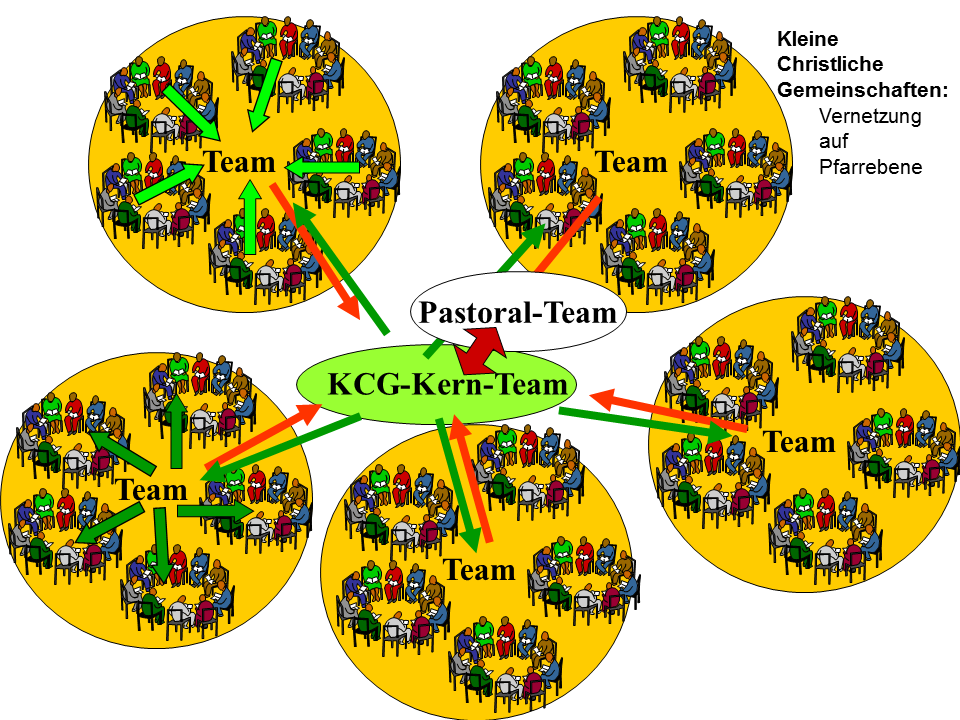
Prinzip der Vernetzung von KCGs

- Gemeinschaft: Regelmäßige Treffen als Kirche vor Ort im Bereich der Nachbarschaft, des sozialen Nahraums, der Siedlung bzw. des Dorfes (normalerweise in Privatwohnungen).
- Spiritualität: Gemeinsames Gebet und Bibel-Teilen als liturgische Feier der Gegenwart Jesu im Wort der Schrift und in der Gemeinschaft.
- Handeln: Soziales und kirchliches Handeln sind integriert; das Hören auf das Wort Gottes hilft der KCG, ihre Sendung zu entdecken und sensibel wahrzunehmen, was ihre konkrete Aufgabe hier und jetzt für ihren konkreten Lebensraum und für die Pfarrei, zu der sie gehört, ist.
- Kirche: Vernetzung mit der Pfarrei und damit mit der gesamten Kirche: durch konkrete Vernetzungsstrukturen (Beauftragungen, Treffen der KCG-Leiter mit der Pfarreileitung, Schulungen u. v. m.) ist die Kleine Christliche Gemeinschaft mit der Kirche verbunden
- Leitung: Leitung wird in diesem Modell idealerweise auf allen Ebenen der Pfarrei und Diözese nicht dominierend, sondern partizipativ, ermöglichend und die Menschen stärkend und inspirierend wahrgenommen.

## Herkunft
Das pastorale Modell der Kleinen Christlichen Gemeinschaften ist schon während und verstärkt nach dem Zweiten Vatikanischen Konzil zeitgleich in Lateinamerika, in Asien (hier zuerst auf Mindanao, Philippinen), Afrika (Ostafrika und Südafrika) entstanden. Als Bezeichnung für die gemeindlichen Substrukturen der oft riesigen Pfarreien wurde in allen drei Kontinenten die Bezeichnung „Kirchliche Basisgemeinden“ benutzt (Basic Ecclesial Communities; Comunidades Eclesiales de Base). Der Begriff „Kleine Christliche Gemeinschaften“ als Bezeichnung für dezentrale pfarrliche Substrukturen entstand erst in den 1970er Jahren und ist heute in Süd- und Ostafrika und in Teilen Asiens gebräuchlich. In manchen Diözesen werden die oft zahlreichen Kapellengemeinden großer Pfarreien „Kirchliche Basisgemeinden“ genannt und deren nachbarschaftliche Untergliederung dann „Kleine Christliche Gemeinschaften“.
Kleine Christliche Gemeinschaften bzw. Kirchliche Basisgemeinden sind heute in der katholischen Kirche in fast allen Ländern der Welt verbreitet. Regional sind konzeptionelle Unterschiede vorhanden, da die konkrete Ausformung dieses partizipativen Ansatzes von Kirche an die je konkrete soziale, kulturelle und (kirchen-)politische Situation in Prozessen lokaler Kirchenentwicklung entsteht.
Im deutschsprachigen Raum zwingt u. a. der Priestermangel und die damit zusammenhängende Bildung großer pastoraler Räume (verstärkt seit dem Jahr 2000) die katholischen Diözesen dazu, sich darüber Gedanken zu machen, wie der Glaube und die Kirche mit ihrem Dienst für die Menschen auch vor Ort in den Stadtteilen, Quartieren und Dörfern und auch mit weniger hauptamtlichen Personal lebendig bleiben kann. In dieser Situation sind pastorale Impulse aus den Ortskirchen des Südens, die nach dem Modell der Kleinen Christlichen Gemeinschaften und Kirchlichen Basisgemeinden arbeiten sehr inspirierend und haben einen Prozess des Lernens und Ausprobierens in Gang gebracht, in dem pastorale Akteure aus Seelsorgeämtern und Pfarreien über Diözesangrenzen hinweg vernetzt sind.
In Afrika wurde das Modell durch die Entwicklung von praktischen Methoden wesentlich vom Pastoralinstitut der südafrikanischen Bischofskonferenz in Lumko mitentwickelt und geprägt. In Asien wurde aus Erfahrungen z. B. in den Philippinen sowie mithilfe von Lumko ab 1990 im Auftrag der Föderation der asiatischen Bischofskonferenzen FABC der „Asiatische Integrale Pastorale Ansatz“ (AsIPA) entwickelt. Beteiligt hieran waren das römisch-katholische Pastoralinstitut in Singapur sowie eine Reihe anderer katholischer Einrichtungen, Experten und Diözesen in Asien.
Die Verbreitung von Informationen über dieses Kirchenmodell in Deutschland wurde stark gefördert durch das internationale katholische Missionswerk Missio in Aachen und München, das die Entwicklung dieses pastoralen Ansatzes in Afrika und Asien seit über 30 Jahren finanziell unterstützt hatte.

## Unterschied zu „geistlichen Bewegungen“
In der katholischen Kirche gibt es eine Vielzahl von geistlichen Bewegungen, die jeweils eine bestimmte Weise der Spiritualität pflegen. Die geistlichen Gemeinschaften sind überpfarrlich organisiert.
Kleine Christliche Gemeinschaften gehören nicht zu den Neuen Geistlichen Bewegungen in der katholischen Kirche. Sie sind eine Untergliederung der Ortspfarrei. Die Pfarrei ist in der katholischen Kirche ein geografischer, pastoraler Raum, der sich je nach Land oder Region unterschiedlich strukturiert und unterschiedlich groß sein kann.
Im Modell der Kleinen Christlichen Gemeinschaften treffen sich Mitglieder der Pfarrei in ihrem geografischen Nahraum (Nachbarschaft, Stadtteil, Siedlung. Dorf) regelmäßig in Privatwohnungen, um ihr liturgisches und gemeindliches Leben zu praktizieren. Dabei übernehmen sie Aufgaben im sozialen und im kirchlichen Bereich für ihren konkreten Raum.
Kleine Christliche Gemeinschaften folgen nicht einer spirituellen Grundrichtung wie geistliche Bewegungen, sondern bleiben pfarreibezogen und damit auch offen für alle Mitglieder der Pfarrei, in dem jeweils konkreten Teil der Pfarrei. Je nach Größe der Pfarrei kann es in ihr bis zu 300 Kleine Christliche Gemeinschaften geben. In Deutschland ist die Zahl der Kleinen Christlichen Gemeinschaften in den Pfarreien, die auf dem Weg dieses pastoralen Ansatzes sind, bisher geringer.

## Ziele
Hauptziel der Kleinen Christlichen Gemeinschaften ist die möglichst große Partizipation der Gläubigen am Vollzug des kirchlichen Lebens. Die Gläubigen sind die Subjekte des kirchlichen Lebens und können durch die Kleinen Christlichen Gemeinschaften intensiver und näher als Kirche bei den Menschen leben und ihre Sendung für diese Menschen entdecken und in soziale und kirchliche Handlungen umsetzen. Priester und Hauptamtliche in der Pfarrei unterstützen die Mitglieder der Kleinen Christlichen Gemeinschaften, indem sie Leitung wahrnehmen als Dienst an der Einheit und Leiter und Mitglieder der Gruppen für ihren Dienst an den Menschen schulen.
Durch die Kleinen Christlichen Gemeinschaften soll die Kirche in den Nachbarschaften, Dörfern, Siedlungen und Quartieren lebendig sein und den Menschen, die dort leben, dienen.

## Entwicklung der Kleinen Christlichen Gemeinschaften in Deutschland
Seit dem Jahr 2000 gibt es angestoßen und unterstützt vom internationalen katholischen Missionswerk Missio eine kontinuierliche Entwicklung des pastoralen Modells der Kleinen Christlichen Gemeinschaften in Deutschland. In verschiedenen deutschen Diözesen haben Pfarreien begonnen, im Sinne des Ansatzes der Kleinen Christlichen Gemeinschaften zu leben, solche Gruppen aufzubauen und so das Gemeindeleben lebendiger zu machen (z. B. die Diözesen Hildesheim, Hamburg, Osnabrück, Würzburg, Augsburg, Eichstätt, aber auch Zürich und Basel in der Schweiz). Fast überall befindet sich die Entwicklung von Kleinen Christlichen Gemeinschaften noch am Anfang. Es sind Pilotprojekte, die von den Ordinariaten und Seelsorgeämtern begleitet werden.
Eine Delegation der Deutschen Bischofskonferenz hat im April 2009 eine Studienreise nach Südkorea unternommen, um dort das pastorale Modell der Kleinen Christlichen Gemeinschaften näher kennenzulernen. Allein in der Erzdiözese Seoul existieren 20.000 Kleine Christliche Gemeinschaften mit ca. 250.000 Mitgliedern.
Seit 2004 haben sich Mitarbeitende an der Entwicklung von Kleinen Christlichen Gemeinschaften aus verschiedenen deutschen Diözesen vernetzt und es wurde das „Nationalteam Kleine Christliche Gemeinschaften in Deutschland“ gebildet, das die Entwicklung sowie Kurse und Veranstaltungen koordiniert. Neben jährlichen Vernetzungstreffen fanden bisher in den Jahren 2006, 2008 und 2010 internationale wissenschaftliche Symposien statt, deren Ergebnisse zum Teil auch in Buchform vorliegen. Das Nationalteam gestaltet und pflegt als Informations- und Kommunikationsplattform eine Webseite.